# Welschneudorf
Welschneudorf település Németországban, Rajna-vidék-Pfalz tartományban. Lakosainak száma 969 fő (2023. december 31.).

## Népesség
A település népességének változása:
| Lakosok száma | 723  | 958  | 965  | 964  | 972  | 969  |
|               | 1975 | 2017 | 2019 | 2021 | 2022 | 2023 |